# Dorpskerk (Kleverskerke)
De Dorpskerk is een protestants kerkgebouw in het Walcherse dorp Kleverskerke. Het huidige gebouw stamt uit 1862, maar op de locatie stond reeds in 1251 een kapel.

## Voorgeschiedenis
In 1251 wordt er voor het eerst melding gemaakt van de parochie Kleverskerke, dochterkerk van de Noordmonsterkerk te Middelburg. Het kerkje, eigenlijk een kapel, was gesticht door heer Clawerd, of Kluwaard, wat verbasterd is tot Kleverskerke. Bij de stichting werd de kapel gewijd aan Sint Georgius ofwel Sint Joris. Na de hervorming werd de kerk ingericht voor de protestantse eredienst. Vanaf 1575 tot 1670 werd de gemeente gecombineerd met de gemeente van Arnemuiden en waren twee predikanten in dienst. In 1669 werd het oude kerkgebouw afgebroken en werd begonnen aan de bouw van een nieuwe kerk, op 7 december 1670 kon deze worden ingewijd. In 1671 kreeg de gemeente een eigen predikant. In 1833 vond er een renovatie van het gebouw plaats.
Rond 1860 bleek dat de kerkmuren dusdanig waren verzwakt en gescheurd dat herstelling hiervan werd gezien als geldverspilling, zodat besloten werd om een nieuwe kerk te laten bouwen. In datzelfde jaar maakte Joseph Bourdrez een ontwerp voor een nieuwe kerk. In 1861 vond de aanbesteding plaats voor het slopen van de oude kerk en het bouwen van een nieuwe kerk, alsmede het vernieuwen en herstellen van de pastorie. Het werk werd aangenomen door aannemer De Vos uit Kortgene, voor 7399 gulden. Op 2 april 1862 werd de eerste steen gelegd door dominee Jan Johan Herman Doorenbos. Op 14 september werd de nieuwe kerk in gebruik genomen.
Vanwege geldproblemen ging de gemeente vanaf 1936 samen met de gemeente van Veere, later is de Kleverskerkse gemeente weer zelfstandig geworden. 
Tijdens de jaren 80 werd het kerkgebouw gerestaureerd.

## Orgel
In 1904 werd een commissie opgericht, bedoeld voor het aanschaffen van een orgel. Er werd geld ingezameld en na een verzoek droeg ook H.M. de Koningin-moeder een bedrag bij. In 1905 kon een orgel worden gekocht.
In 1975 werd een nieuw eenklaviers-orgel gekocht bij de firma Slooff Orgelbouw uit Ouderkerk aan den IJssel, advies werd gegeven door Klaas Bolt. Het orgel werd op een galerij geplaatst.